# Pherechoa crypsichlora
Pherechoa crypsichlora är en fjärilsart som beskrevs av Turner 1932. Pherechoa crypsichlora ingår i släktet Pherechoa och familjen nattflyn. Inga underarter finns listade i Catalogue of Life.